# Half Life (film)
Half Life è un documentario del 1985 di Dennis O'Rourke, tratta dei test nucleari svolti dagli Stati Uniti sulle Isole Marshall e i loro effetti sulla popolazione indigena.

## Trama
I test nucleari vedono protagonista la prima bomba H che fa esplodere per sempre l'atollo di Bikini, quello da cui prende il nome il celeberrimo costume. Lo studio del fallout radioattivo implica l'uccisione di moltissime persone abitanti le isole limitrofe, il test volutamente o involontariamente si trasforma in tragedia quando i generali danno il via all'esperimento di deflagrazione nonostante i venti soffino proprio in direzione delle isole abitate.
Un errore imperdonabile o un cinico esperimento sull'uomo? Sta di fatto che in modo del tutto prevedibile la nube radioattiva scatenata dalla bomba, piomba sulla popolazione civile del tutto ignara uccidendo donne uomini e bambini e segnando per sempre i sopravvissuti e le generazioni future, tutte nate deformi o menomate con prospettiva di vita brevissima.
Uno dei momenti più toccanti è quando una donna racconta che, avendo visto la neve solo in cartolina, quando vide una coltre bianca ricoprire palme e terra, credette fosse la neve: in realtà era il corallo polverizzato dell'atollo di Bikini il quale, impregnato di radiazioni, si posava come neve tiepida su ogni cosa contaminando tutto e tutti.